# Alijda Brink
Alijda Brink (geboren 28. August 1911 in Amsterdam; gestorben 24. Mai 2002 in Enschede) war eine niederländische Malerin, Bildhauerin und Aquarellistin.

## Leben
Alijda Brink wurde am 28. August 1911 in Amsterdam geboren. Sie war die Tochter von Hendrik Brink und Johanna Krebs. Ausgebildet wurde sie an der Hendrick de Keyserschool in Amsterdam und war Schülerin von Piet van Wijngaerdt. Die Schule ist nach dem bekannten Amsterdamer Architekten und Bildhauer Hendrick de Keyser benannt. Brink war Mitglied der Beroepsvereniging van Beeldende Kunstenaars und der Schilderessenvereniging ODIS. Sie fertigte Porträts, Stillleben, abstrakte Gemälde und Stadtansichten.
Alijda Brink starb am 24. Mai 2002 in Enschede.